# Wicomese
Wicomese, ratoborno Algonquian pleme konfederacije Nanticoke naseljeno nekada na području današjeg okruga Queen Anne's u američkoj državi Maryland. Swanton smatra da bi im Ozinies s donjeg toka rijeke Chester mogli biti identični. Hodge ime Wicomese. U prvoj polovici 17. stoljeća učestvuju u žestokim napadima sa Susquehanna Indijancima na prve naseljenike otoka Kent (Isle of Kent). Hodge ovo pleme ne spominje, a njihovo ime drži za varijantu od Wicocomoco, jednog pelmena iz okruga Somerset. 